# Латифундія
Латифу́ндія — велике приватне земельне володіння, помістя. Панування латифундизму породжувало безземелля основної маси селянства, сприяло орієнтації національної економіки не на внутрішній, а на зовнішній ринок.
У Стародавньому Римі — велике господарство, засноване на рабській праці. Пліній Старший пише про те, що «латифундії погубили Італію та провінції».
В Україні латифундіями називали великі магнатські маєтки з тисячами десятин землі.
У сучасній Україні термін застосовується для позначення тих великих масивів земель сільськогосподарського призначення, які сконцентрували у своїх руках аграрні фірми
. П. П. Гай-Нижник пише, що в Україні, починаючи з 1990-х років, «тривало зрощення олігархії землевласників–ладифундистів, промислових концернів, мафії та банківських магнатів у нововідроджену систему сучасної васальної залежності (новітня форма майорату), що породило неофеодальну систему влади в країні з продажно–залежними бюрократією, судами, прокуратурою та каральними службами».
Слід зазначити, що в сучасному світі латифундизм характерний передусім для країн третього світу. Сільське господарство переважної більшості розвинених країн базується на фермах.

## Історія
Уперше латифундії виникли в Стародавньому Римі в II ст. до нашої ери, коли римська знать почала займати громадські землі підкорених племен, що населяли Італію, і набули повсюдного поширення в І ст. нашої ери. Велика частина земель латифундій складалася з великих плантацій оливкових дерев, винограду і зернових, які оброблялися переважно працею рабів.
У період панування феодалізму латифундії стали головною формою ведення сільського господарства і ґрунтувалися на використанні праці кріпосних селян. Рішучого удару феодальному латифундизму в країнах Західної Європи нанесли соціальні революції XVI—XVIII століть. Різновидом латифундій були рабовласницькі плантації в Америці XVII—XVIII століть. Пережитком феодальних стосунків були крупні поміщицькі латифундії в Пруссії і Росії.
Збереження латифундій спричиняє за собою і збереження середньовічних земельних стосунків, які ліквідовуються не відразу, а повільно пристосовуються до капіталізму. Тому латифундизм є причиною повільнішого розвитку капіталізму в сільському господарстві по так званому прусському шляху. У XX столітті розвиток капіталізму в сільському господарстві зі збереженням підприємницьких поміщицьких латифундій відбувається в таких країнах, як Португалія, Іспанія, Туреччина, Україна, Індія, ПАР (Південно-Африканська Республіка), Родезія, а також у більшості держав Латинської Америки. Так, у середині 60-х років у Португалії найбільші латифундисти (0,5 % всіх землевласників) володіли 40 % оброблюваних земель; в Еквадорі в розпорядженні 1 % землевласників перебувало 50 % усіх земель. Поміщики-латифундисти широко застосовують найману працю, частину земель здають у кабальну, головно пайову, оренду селянам. До системи латифундизму примикають і господарства промислових плантацій низки країн, що розвиваються, причому незрідка такі господарства належать не окремим поміщикам-плантаторам, а монополістичним трестам розвинених капіталістичних країн, що підпорядковують собі аграрну економіку країн, що розвиваються.
Безземелля і малоземелля селян за панування латифундизму, поширення напівфеодальних форм оренди, жорстока експлуатація батраків поміщиками сприяють консервації низького рівня технічного розвитку сільського господарства, мізерних доходів селян і сільськогосподарчих робітників, жебрацького життєвого рівня сільських трудящих. Техніко-економічна відсталість латифундистського господарства зумовлена незацікавленістю більшості поміщиків у технічному прогресі сільського господарства в умовах надлишку дешевої робочої сили. У деяких, головно латиноамериканських, країнах латифундизм і латифундисти слугують опорою реакційних політичних режимів, що незрідка насаджуються у формі військових диктатур.
Під час громадянської війни у Гватемалі землевласники-латифундисти підтримували уряди та воєнізовані формування, які були винуватцями Гватемальського геноциду першої половини 1980-х рр. Унаслідок актів геноциду загинули десятки тисяч людей, переважно селян, які походили з народів мая. У період з 1981 до 1983 рр. урядові сили зруйнували понад 400 селищ мая, загалом близько 1,5 мільйона селян утратили своє житло. Чимало селян були вимушені жити в концентраційних таборах і працювати на полях латифундистів.

## Масштаб
Латифундії розрізняють:
- обмежена латифундія — 200/300—800 га;
- власне латифундія — 1000—1500 га;
- розширена латифундія — 2000—8000 (і більше) га.

## Інтернет-ресурси
- Kautsky, Karl (1908) «The Technological Inferiority of the Slave Economy», from I. The Slave Economy, Book Two: Society In The Roman Empire, Foundations of Christianity. Published in English: Russell and Russell, 1953.
- Dr Frithjof Kuhnen, (University of Göttingen), «Latifundia (Hacienda)».
- Jonathan Conning (Hunter College), «Latifundia economics». Hunter College Department of Economics Working Papers with number 02/1.